# تپه حارث‌آباد
تپه حارث آباد مربوط به دوره ایلخانی - دوره تیموریان است و در شهرستان شیراز، بخش زرقان، دهستان رحمت آباد، ۱/۵ کیلومتری شمال روستای فیض آباد واقع شده و این اثر در تاریخ ۳۰ بهمن ۱۳۸۶ با شمارهٔ ثبت ۲۰۷۶۵ به‌عنوان یکی از آثار ملی ایران به ثبت رسیده است.